# Uch
Uch Sharif (en ourdou : اوچ شریف), Uch ou Outche, est une ville historique du Pakistan, située dans le district de Bahawalpur. Elle faisait partie du royaume de Lahore. Elle aurait été fondée par Alexandre le Grand en l'honneur de son chien Péritas. Elle est ainsi particulièrement connue pour son histoire et son patrimoine, comme le mausolée de Bibi Jiwindi, construit en 1493.
La ville est située à l'extrémité nord-ouest du district de Bahawalpur et donc à proximité de la frontière avec le district de Rahim Yar Khan. La ville de Ahmedpur Sharqia est la plus proche.
La population de la ville a été multipliée par près de cinq entre 1972 et 2017 selon les recensements officiels, passant de 8 491 habitants à 42 608. Entre 1998 et 2017, la croissance annuelle moyenne s'affiche à 3,9 %, bien supérieure à la moyenne nationale de 2,4 %. Selon le recensement de 2023, la population de la ville monte à 98 852 habitants.
|            | 1972 (rec.) | 1981 (rec.) | 1998 (rec.) | 2017 (rec.) | 2023 (rec.) |
| ---------- | ----------- | ----------- | ----------- | ----------- | ----------- |
| Population | 8 491       | 13 386      | 20 476      | 42 608      | 98 852      |